# Перуджа

Перуджа (італ. Perugia) — місто та муніципалітет в Італії, у регіоні Умбрія, столиця провінції Перуджа.
Перуджа розташована на відстані близько 140 км на північ від Рима.
Населення — 165 668 осіб (2014).

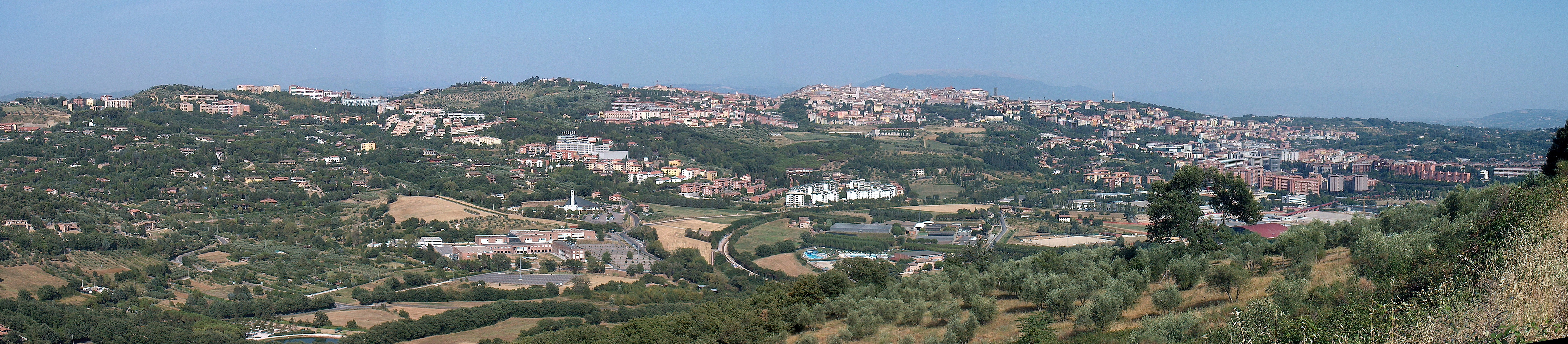

Щорічний фестиваль відбувається 29 січня. Покровитель — San Costanzo.

## Демографія
Населення за роками:

Станом на 1 січня 2023 року в муніципалітеті офіційно проживало 20 548 іноземців з 138 країн, серед них 4757 громадян країн Євросоюзу та 1251 громадянин України.

## Клімат
| PERUGIA CENTRO   | Місяці | Місяці | Місяці | Місяці | Місяці | Місяці | Місяці | Місяці | Місяці | Місяці | Місяці | Місяці | Пора | Пора | Пора | Пора | Рік  |
| PERUGIA CENTRO   | Січ    | Лют    | Бер    | Кві    | Тра    | Чер    | Лип    | Сер    | Вер    | Жов    | Лис    | Гру    | Зим  | Вес  | Літ  | Осі  | Рік  |
| ---------------- | ------ | ------ | ------ | ------ | ------ | ------ | ------ | ------ | ------ | ------ | ------ | ------ | ---- | ---- | ---- | ---- | ---- |
| Темп. макс. (°C) | 6.9    | 8.4    | 11.7   | 15.7   | 20.4   | 24.9   | 28.2   | 28.0   | 23.6   | 17.6   | 12.0   | 8.1    | 7.8  | 15.9 | 27   | 17.7 | 17.1 |
| Темп. мін. (°C)  | 1.5    | 2.0    | 4.1    | 7.1    | 10.9   | 14.7   | 17.3   | 17.4   | 14.6   | 10.4   | 6.2    | 2.9    | 2.1  | 7.4  | 16.5 | 10.4 | 9.1  |
| Опади (мм)       | 61     | 60     | 70     | 79     | 76     | 64     | 39     | 45     | 76     | 102    | 103    | 75     | 196  | 225  | 148  | 281  | 850  |

## Відомі люди

### Уродженці
- Марчелло Кастелліні (*1973) — італійський футболіст, захисник.

- Цезар Гай Вібій Требоніан Галл Август (206—253 ) — римський імператор (251-253 ) «доби солдатських імператорів».
- Бенедетто Бонфільї (1420—1496) — італійський живописець.
- Ауреліо Джорні (1895—1938) — американський піаніст і композитор.
- Федеріко Джунті (*1971) — італійський футболіст, півзахисник, згодом — футбольний тренер.
- Крістіано Лупателлі (нар. 1978) — італійський футболіст, воротар.
- Стефано Такконі (нар. 1957) — італійський футболіст, воротар.
- Фабріціо Раванеллі (нар. 1968) — італійський футболіст, нападник, згодом — футбольний тренер.

### Пов'язані з містом
- Бенедетто Моллі — архітектор, працював в українських містах (Олика, Острог).[5]

## Сусідні муніципалітети
- Ассізі
- Бастія-Умбра
- Корчіано
- Дерута
- Губбіо
- Маджоне
- Маршіано
- Панікале
- П'єгаро
- Торджано
- Умбертіде
- Вальфаббрика

## Галерея зображень

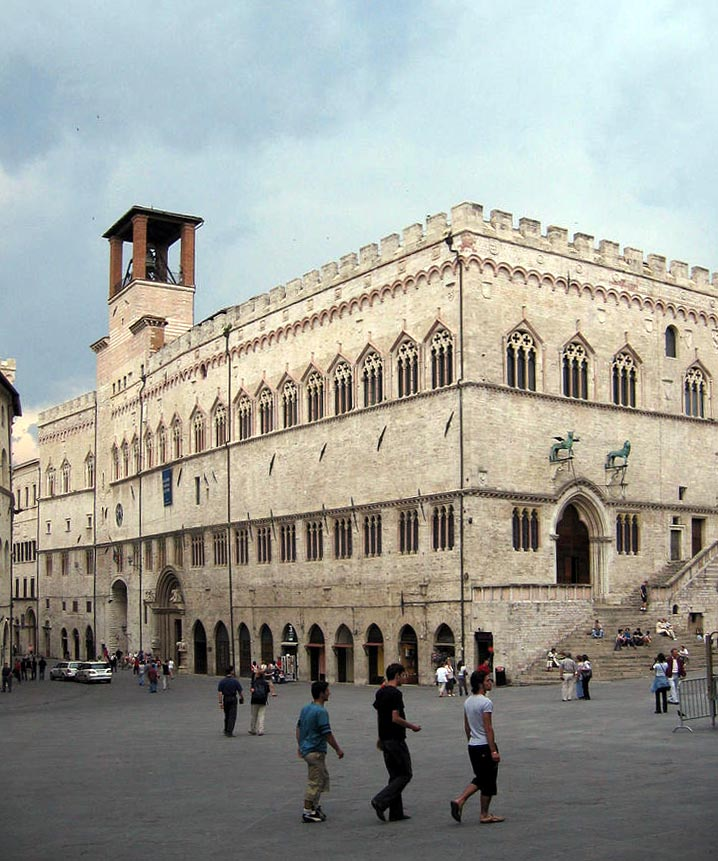
Palazzo dei Priori.
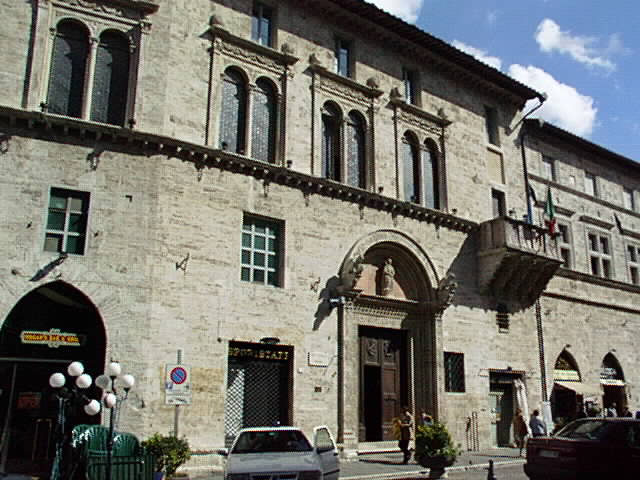
Palazzo del Capitano del Popolo.
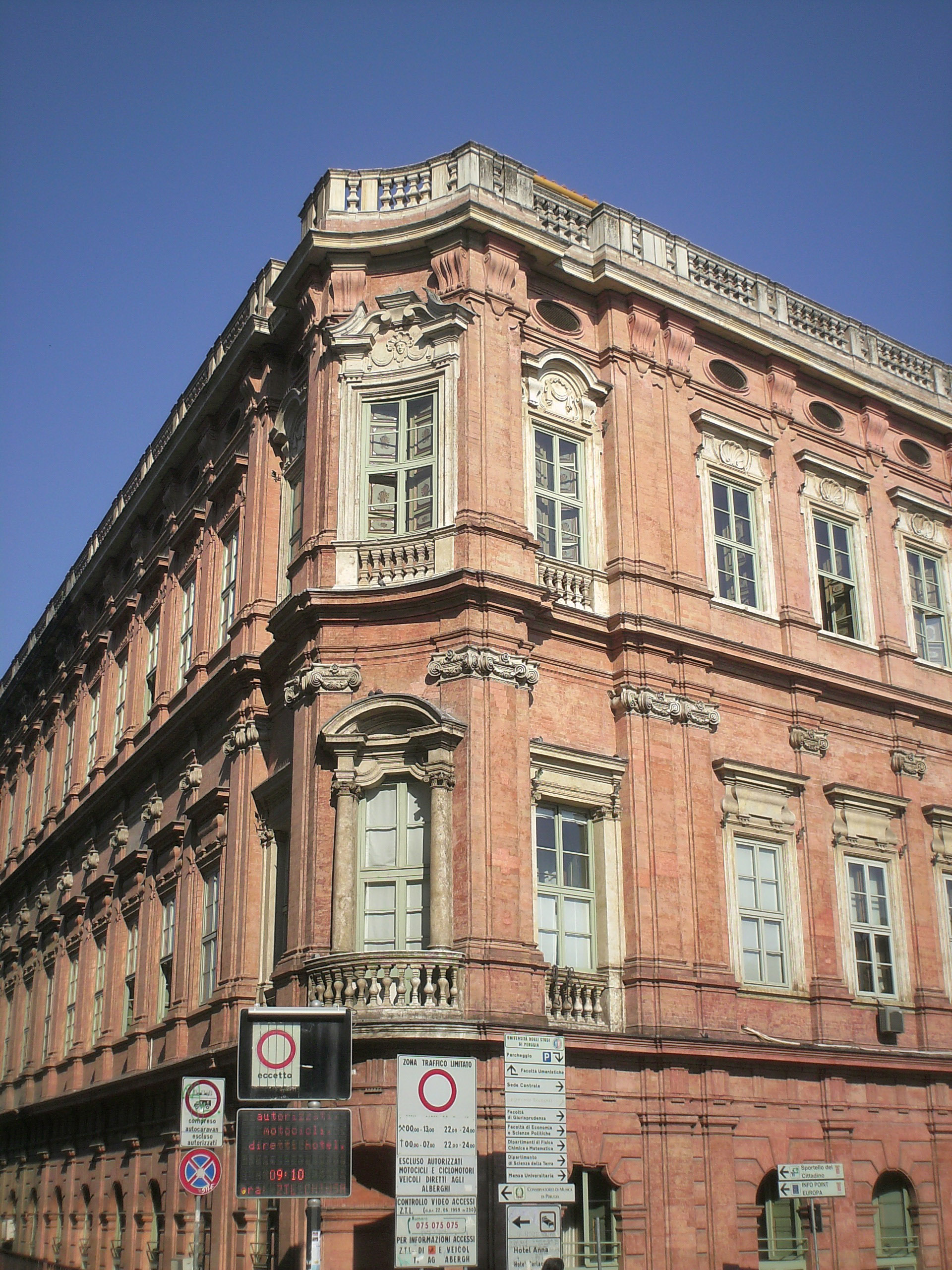
Palazzo Gallenga-Stuart.
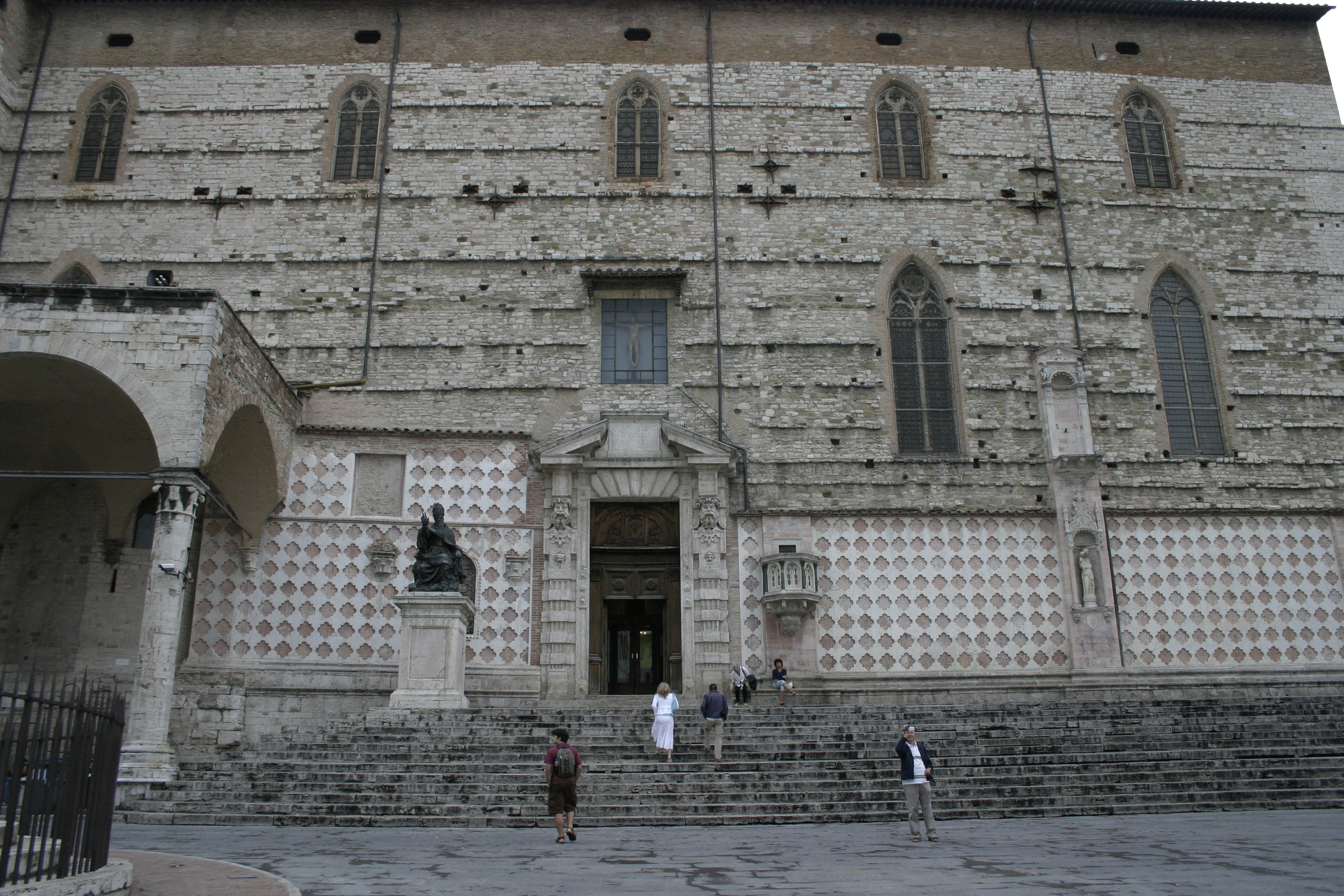
Cattedrale di San Lorenzo.
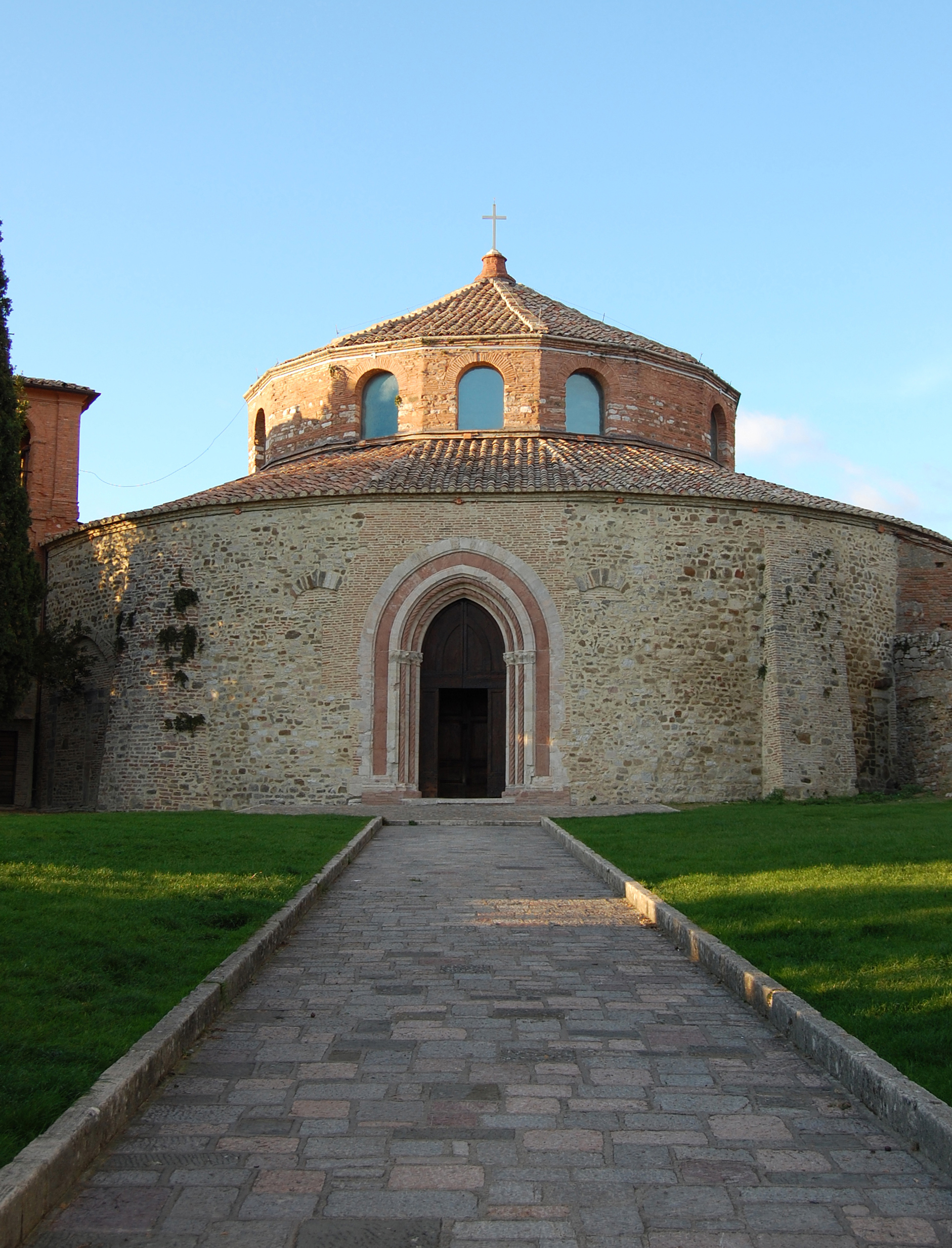
Tempio di Sant'Angelo.
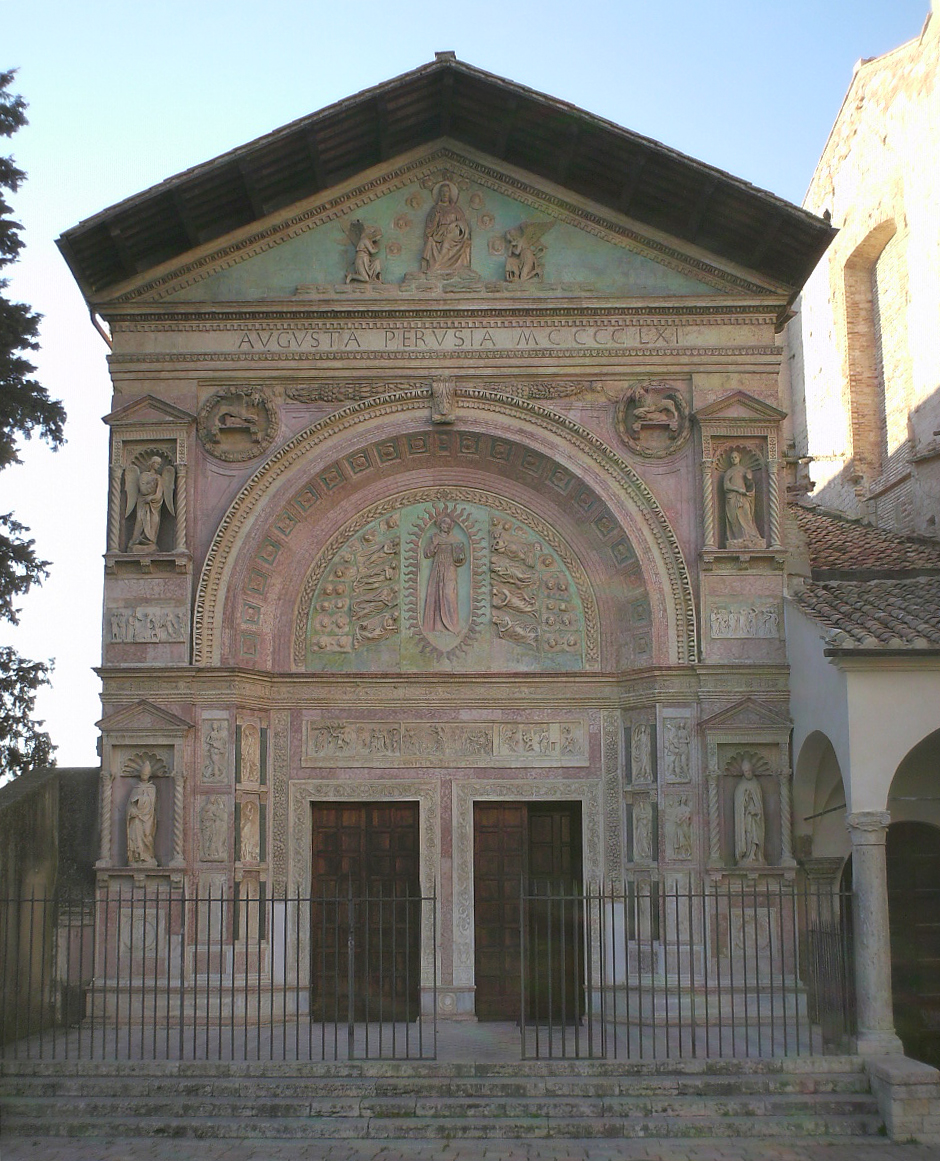
Oratorio di San Bernardino.
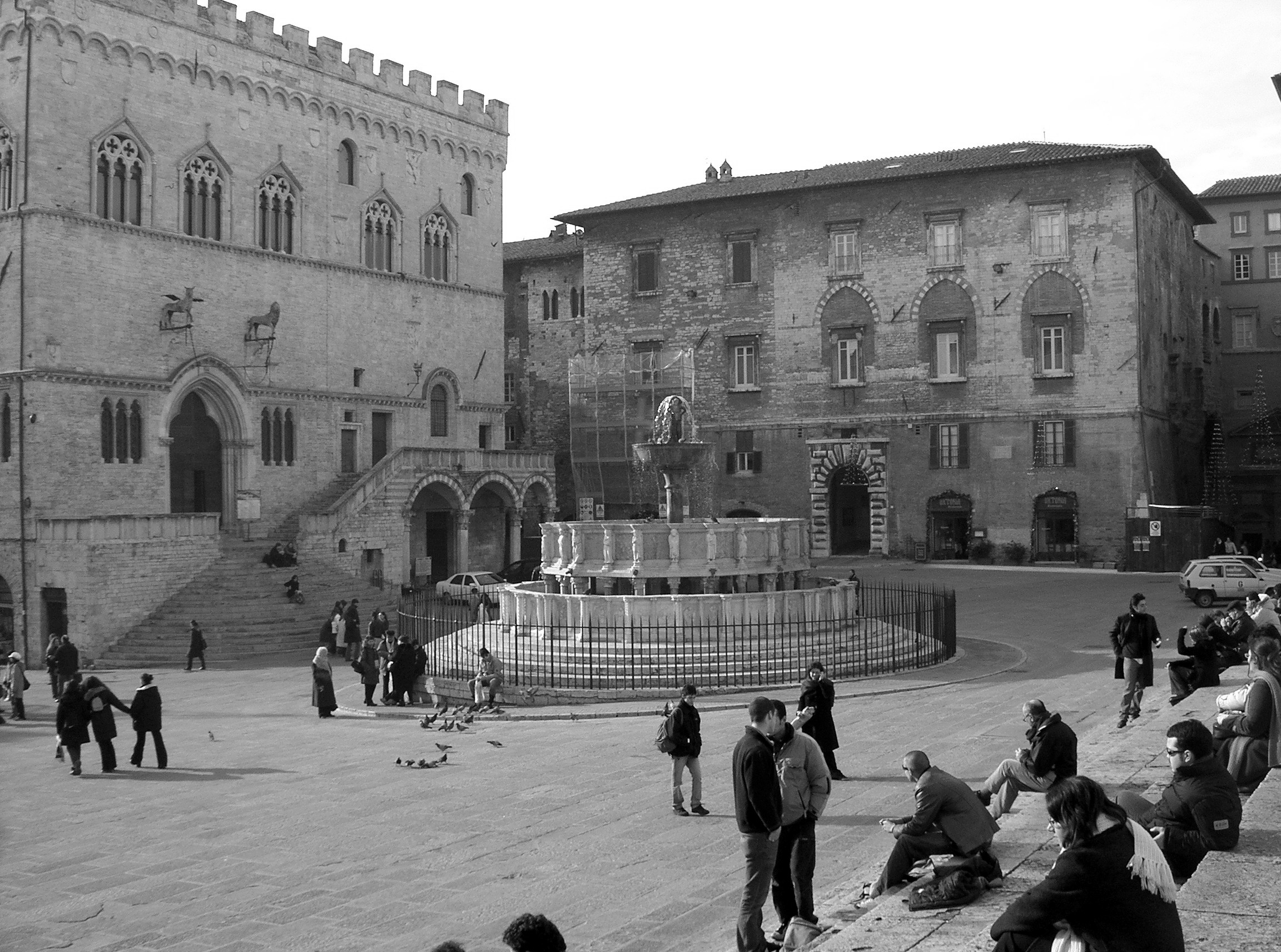
Piazza IV novembre
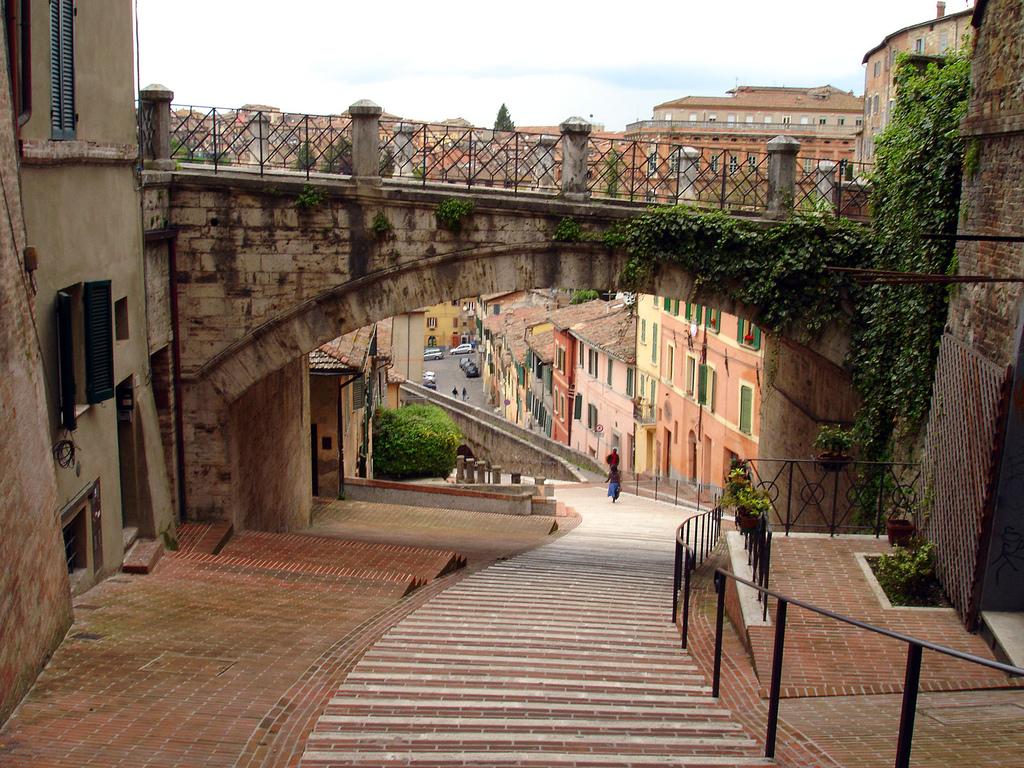
Via dell'Acquedotto